# Iglesia redonda

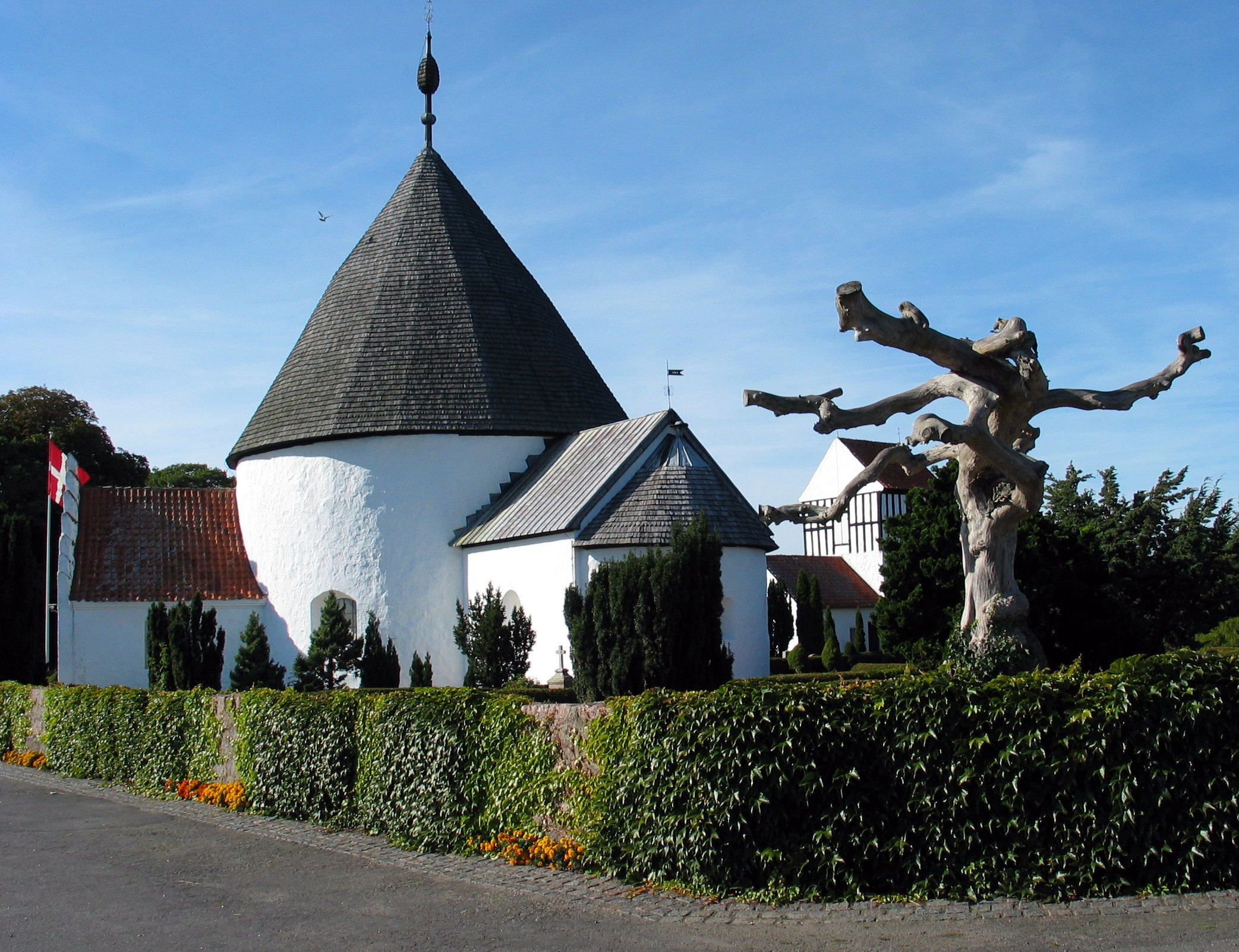
Iglesia Nyker en Bornholm.

Una iglesia redonda es un tipo especial de construcción de iglesias; una iglesia cuya planta es completamente circular. Las iglesias redondas son típicas de Dinamarca, en especial la isla danesa de Bornholm, y en Suecia que tiene ocho. Dos ejemplos de iglesias redondas suecas son las iglesias de Bromma y Solna en Estocolmo, y la Iglesia de Nyker, ubicada en Bornholm, Dinamarca. En Ámsterdam funcionó la Iglesia Luterana Redonda hasta 1935, manteniéndose su arquitectura original en la actualidad pero como un centro de convenciones y sala de conciertos. 